# Bóng đá tại Đại hội Thể thao châu Á 1982
Bóng đá tại Đại hội Thể thao châu Á 1982 được tổ chức tại New Delhi, Ấn Độ từ 20 tháng 11 đến 3 tháng 12 năm 1982.
Trong giải này, 16 đội tham gia bóng đá nam.

## Huy chương giành được
| Nội dung | Vàng | Bạc | Đồng |
| -------- | --- | --- | --- |
| Nam      | Iraq · Mehdi Abdul-Sahib · Hassan Ali · Karim Allawi · Khalil Allawi · Wathiq Aswad · Faisal Aziz · Adnan Dirjal · Raad Hammoudi · Natik Hashim · Ali Hussein · Sadiq Jabir · Emad Jassim · Saad Jassim · Haris Mohammed · Osama Noori · Ayoub Odisho · Ahmed Radhi · Hussein Saeed | Kuwait · Ahmad Al-Tarabulsi · Naeem Saad · Mahboub Juma'a · Jamal Al-Qabendi · Waleed Al-Jasem · Fathi Kameel · Abdullah Al-Buloushi · Abdulaziz Al-Anberi · Nassir Al-Ghanim · Yussef Al-Suwayed · Mubarak Marzouq · Muayad Al-Haddad · Anbar Saeed · Hamoud Al-Shemmari · Mohammad Karam · Abdulaziz Al-Buloushi · Adam Marjan · Jasem Bahman | Ả Rập Xê Út · Khalid Al-Dosari · Hussein Al-Bishi · Nawaf Khamis · Sameer Abdulshaker · Saleh Nu'eimeh · Othman Marzouq · Saleh Khalifa · Abdulrahman Al-Qahtani · Majed Abdullah · Fahad Al-Musaibeah · Adel Abdulrahim · Jamal Farhan · Ahmed Bayazid · Shaye Al-Nafisah · Amin Dabo · Hamed Subhi · Mohammed Al-Mutlaq · Abdullah Al-Deayea |

## Vòng loại
| Bảng A                                                             | Bảng B                                           | Bảng C                                     | Bảng D                              |
| ------------------------------------------------------------------ | ------------------------------------------------ | ------------------------------------------ | ----------------------------------- |
| CHDCND Triều Tiên · Bắc Yemen * · Ả Rập Xê Út · Syria · Thái Lan · | Iraq · Kuwait · Miến Điện · Nepal · Nam Yemen ** | Bangladesh · Trung Quốc · Ấn Độ · Malaysia | Nhật Bản · Iran · Oman * · Hàn Quốc |

- * Rút lui
- ** Chuyển qua bảng D

### Bảng A
| Đội               | Số trận | Thắng | Hòa | Thua | Bàn thắng | Bàn thua | Hiệu số | Điểm |
| ----------------- | ------- | ----- | --- | ---- | --------- | -------- | ------- | ---- |
| CHDCND Triều Tiên | 3       | 1     | 2   | 0    | 6         | 3        | +3      | 6    |
| Ả Rập Xê Út       | 3       | 1     | 2   | 0    | 4         | 3        | +1      | 4    |
| Thái Lan          | 3       | 1     | 0   | 2    | 3         | 5        | -2      | 2    |
| Syria             | 3       | 0     | 2   | 1    | 3         | 5        | -2      | 2    |

| CHDCND Triều Tiên  | 1 – 1 | Syria             |
| ------------------ | ----- | ----------------- |
| Jang Bong-Yong 21' |       | Raghed Khalil 86' |

| Ả Rập Xê Út        | 1 – 0 | Thái Lan |
| ------------------ | ----- | -------- |
| Othman Fayrouz 42' |       |          |

| CHDCND Triều Tiên          | 3 – 0 | Thái Lan |
| -------------------------- | ----- | -------- |
| Han Hyong-Il 28', 56', 62' |       |          |

| Syria | 1 – 1 | Ả Rập Xê Út |
| ----- | ----- | ----------- |
|       |       |             |

| CHDCND Triều Tiên                     | 2 – 2 | Ả Rập Xê Út                                |
| ------------------------------------- | ----- | ------------------------------------------ |
| Kim Jong-Man 30' · Hwang Sang-Hoi 40' |       | Ahmed Bayazid 11' · Sameer Abdulshaker 13' |

| Thái Lan                                     | 3 – 1 | Syria            |
| -------------------------------------------- | ----- | ---------------- |
| Boonum Suksawat 8', 23' · Piyapong Pue-on ?' |       | Jamal Keshak 30' |

### Bảng B
| Đội       | Số trận | Thắng | Hòa | Thua | Bàn thắng | Bàn thua | Hiệu số | Điểm |
| --------- | ------- | ----- | --- | ---- | --------- | -------- | ------- | ---- |
| Kuwait    | 3       | 3     | 0   | 0    | 9         | 2        | +7      | 6    |
| Iraq      | 3       | 2     | 0   | 1    | 8         | 2        | +6      | 4    |
| Miến Điện | 3       | 1     | 0   | 2    | 3         | 8        | -5      | 2    |
| Nepal     | 3       | 0     | 0   | 3    | 1         | 9        | -8      | 0    |

| Kuwait                                                         | 3 – 1 | Nepal      |
| -------------------------------------------------------------- | ----- | ---------- |
| Yusuf Al-Suwayed ?' · Abdullah Al-Buloushi ?' · Anbar Saeed ?' |       | B.Ghale ?' |

| Iraq                                                                               | 4 – 0 | Miến Điện |
| ---------------------------------------------------------------------------------- | ----- | --------- |
| Natiq Hashim 10' · Hussein Saeed 32' · Ali Hussein Shihab 54' · Haris Mohammed 86' |       |           |

| Kuwait                                                                                      | 4 – 0 | Miến Điện |
| ------------------------------------------------------------------------------------------- | ----- | --------- |
| Nasser Al-Ghanim ?' · Abdulaziz Al-Anberi ?' · Yusuf Al-Suwayed 81' · Moayyad Al-Haddad 86' |       |           |

| Iraq                                     | 3 – 0 | Nepal |
| ---------------------------------------- | ----- | ----- |
| Ayoub Odisho 3' · Hussein Saeed 56', 75' |       |       |

| Kuwait                                       | 2 – 1 | Iraq                   |
| -------------------------------------------- | ----- | ---------------------- |
| Yusuf Al-Suwayed ?' · Abdulaziz Al-Anberi ?' |       | Ali Hussein Shihab 73' |

| Miến Điện                                      | 3 – 0 | Nepal |
| ---------------------------------------------- | ----- | ----- |
| Tin Hlaing 41' · Aye Maung 80' · Maung Win 81' |       |       |

### Bảng C
| Đội        | Số trận | Thắng | Hòa | Thua | Bàn thắng | Bàn thua | Hiệu số | Điểm |
| ---------- | ------- | ----- | --- | ---- | --------- | -------- | ------- | ---- |
| Ấn Độ      | 3       | 2     | 1   | 0    | 5         | 2        | +3      | 5    |
| Trung Quốc | 3       | 2     | 1   | 0    | 4         | 2        | +2      | 5    |
| Bangladesh | 3       | 1     | 0   | 2    | 2         | 4        | -2      | 2    |
| Malaysia   | 3       | 0     | 0   | 3    | 1         | 4        | -3      | 0    |

| Trung Quốc        | 1 – 0 | Malaysia |
| ----------------- | ----- | -------- |
| Lưu Thành Đức 23' |       |          |

| Ấn Độ                  | 2 – 0 | Bangladesh |
| ---------------------- | ----- | ---------- |
| Prasun Banerjee ?', ?' |       |            |

| Ấn Độ            | 1 – 0 | Malaysia |
| ---------------- | ----- | -------- |
| Kartick Seth 68' |       |          |

| Trung Quốc           | 1 – 0 | Bangladesh |
| -------------------- | ----- | ---------- |
| Hoàng Tường Đông 22' |       |            |

| Trung Quốc                               | 2 – 2 | Ấn Độ                              |
| ---------------------------------------- | ----- | ---------------------------------- |
| Thẩm Tường Phúc 25' · Trâu Thư Thịnh 82' |       | Shabbir Ali 53' · Kartick Seth 60' |

| Bangladesh | 2 – 1 | Malaysia |
| ---------- | ----- | -------- |
|            |       |          |

### Bảng D
| Đội       | Số trận | Thắng | Hòa | Thua | Bàn thắng | Bàn thua | Hiệu số | Điểm |
| --------- | ------- | ----- | --- | ---- | --------- | -------- | ------- | ---- |
| Nhật Bản  | 3       | 3     | 0   | 0    | 6         | 2        | +4      | 6    |
| Iran      | 3       | 2     | 0   | 1    | 3         | 1        | +2      | 4    |
| Hàn Quốc  | 3       | 1     | 0   | 2    | 4         | 3        | +1      | 2    |
| Nam Yemen | 3       | 0     | 0   | 3    | 1         | 8        | -7      | 0    |

| Nhật Bản           | 1 – 0 | Iran |
| ------------------ | ----- | ---- |
| Kimura Kazushi 79' |       |      |

| Hàn Quốc                                  | 3 – 0 | Nam Yemen |
| ----------------------------------------- | ----- | --------- |
| Chung Hae-Won 25' · Choi Soon-Ho 75', 80' |       |           |

| Iran                 | 1 – 0 | Hàn Quốc |
| -------------------- | ----- | -------- |
| Hamid Derakhshan 47' |       |          |

| Nhật Bản                                   | 3 – 1 | Nam Yemen             |
| ------------------------------------------ | ----- | --------------------- |
| Hara Hiromi 66', 79' · Totsuka Tetsuya 84' |       | Mehdi Salem Ahmed 50' |

| Nhật Bản                                  | 2 – 1 | Hàn Quốc         |
| ----------------------------------------- | ----- | ---------------- |
| Kimura Kazushi 58' · Kaneda Nobutoshi 79' |       | Kang Sin-Woo 21' |

| Iran                                        | 2 – 0 | Nam Yemen |
| ------------------------------------------- | ----- | --------- |
| Nasser Mohammadkhani 47' · Ali Fayroozi 67' |       |           |

## Vòng loại trực tiếp
|  | Tứ kết            | Tứ kết     |                   |   | Bán kết | Bán kết |  |  | Chung kết | Chung kết |
|  |                   |            |                   |   |         |         |  |  |           |           |
|  | 28 tháng 11       |            |                   |   |         |         |  |  |           |           |
|  |                   |            |                   |   |         |         |  |  |           |           |
|  | CHDCND Triều Tiên | 1          |                   |   |         |         |  |  |           |           |
|  | CHDCND Triều Tiên | 1          | 1 tháng 12        |   |         |         |  |  |           |           |
|  | Trung Quốc        | 0          |                   |   |         |         |  |  |           |           |
|  | Trung Quốc        | 0          | CHDCND Triều Tiên | 2 |         |         |  |  |           |           |
|  | 28 tháng 11       |            | CHDCND Triều Tiên | 2 |         |         |  |  |           |           |
|  |                   |            | Kuwait (h.p.)     | 3 |         |         |  |  |           |           |
|  | Kuwait h.p.       | 1          | Kuwait (h.p.)     | 3 |         |         |  |  |           |           |
|  | Kuwait h.p.       | 1          | 3 tháng 12        |   |         |         |  |  |           |           |
|  | Iran              | 0          |                   |   |         |         |  |  |           |           |
|  | Iran              | 0          | Kuwait            | 0 |         |         |  |  |           |           |
|  | 28 tháng 11       |            | Kuwait            | 0 |         |         |  |  |           |           |
|  |                   | Iraq       | 1                 |   |         |         |  |  |           |           |
|  | Ấn Độ             | Iraq       | 1                 | 0 |         |         |  |  |           |           |
|  | Ấn Độ             | 1 tháng 12 |                   | 0 |         |         |  |  |           |           |
|  | Ả Rập Xê Út       | 1          |                   |   |         |         |  |  |           |           |
|  | Ả Rập Xê Út       | 1          | Ả Rập Xê Út       | 0 |         |         |  |  |           |           |
|  | 28 tháng 11       |            | Ả Rập Xê Út       | 0 |         |         |  |  |           |           |
|  |                   |            | Iraq              | 1 |         |         |  |  |           |           |
|  | Nhật Bản          | 0          | Iraq              | 1 |         |         |  |  |           |           |
|  | Nhật Bản          | 0          |                   |   |         |         |  |  |           |           |
|  | Iraq (h.p.)       | 1          |                   |   |         |         |  |  |           |           |
|  | Iraq (h.p.)       | 1          |                   |   |         |         |  |  |           |           |
|  |                   |            |                   |   |         |         |  |  |           |           |

### Tứ kết
| CHDCND Triều Tiên | 1 – 0 | Trung Quốc |
| ----------------- | ----- | ---------- |
| Kim Jong-Man 58'  |       |            |

| Ấn Độ | 0 – 1 | Ả Rập Xê Út      |
| ----- | ----- | ---------------- |
|       |       | Ahmed Bayazid ?' |

| Nhật Bản | 0 - 1 (h.p.) | Iraq             |
| -------- | ------------ | ---------------- |
|          |              | Emad Jassim '103 |

| Kuwait                | 1 – 0 (h.p.) | Iran |
| --------------------- | ------------ | ---- |
| Moayyad Al-Haddad 97' |              |      |

### Bán kết
| CHDCND Triều Tiên                    | 2 – 3 (h.p.) | Kuwait                                                                          |
| ------------------------------------ | ------------ | ------------------------------------------------------------------------------- |
| Kim Jong-Man 76' · Kim Won-Chol 112' |              | Mahboub Jumaa Mubarak 90+1' · Moayyad Al-Haddad 102' · Abdulaziz Al-Anberi 104' |

| Ả Rập Xê Út | 0 – 1 | Iraq               |
| ----------- | ----- | ------------------ |
|             |       | Haris Mohammed 17' |

### Tranh vị trí 3
Ả Rập Saudi được trao huy chương đồng

### Chung kết
| Kuwait | 0 – 1 | Iraq              |
| ------ | ----- | ----------------- |
|        |       | Hussein Saeed 82' |

### Huy chương vàng
| Vô địch Bóng đá nam Asiad 1986 Iraq Lần thứ nhất |